# Fitilieu
Fitilieu ist eine ehemalige französische Gemeinde mit 2.071 Einwohnern (Stand: 1. Januar 2022) im Département Isère in der Region Auvergne-Rhône-Alpes. Sie gehörte zum Arrondissement La Tour-du-Pin und zum Kanton Chartreuse-Guiers. Die Einwohner werden Fitiliards genannt.
Sie wurde mit Wirkung vom 1. Januar 2016 mit den früheren Gemeinden Les Abrets und La Bâtie-Divisin fusioniert und zur Commune nouvelle Les Abrets en Dauphiné zusammengelegt.

## Geographie
Fitilieu liegt etwa 30 Kilometer westlich von Chambéry am Fluss Bourbre. Fitilieu wird umgeben von den Nachbarorten La Bâtie-Montgascon im Nordwesten, Chimilin im Nordosten, Les Abrets im Osten und Südosten sowie Saint-André-le-Gaz im Süden. 

## Bevölkerungsentwicklung
| Jahr                       | 1962 | 1968 | 1975 | 1982 | 1990 | 1999 | 2006 | 2012 |
| Einwohner                  | 1102 | 1046 | 1083 | 1224 | 1262 | 1275 | 1515 | 1799 |
| Quellen: Cassini und INSEE |      |      |      |      |      |      |      |      |

## Sehenswürdigkeiten
- Zoologischer Park (Domäne Fauves)

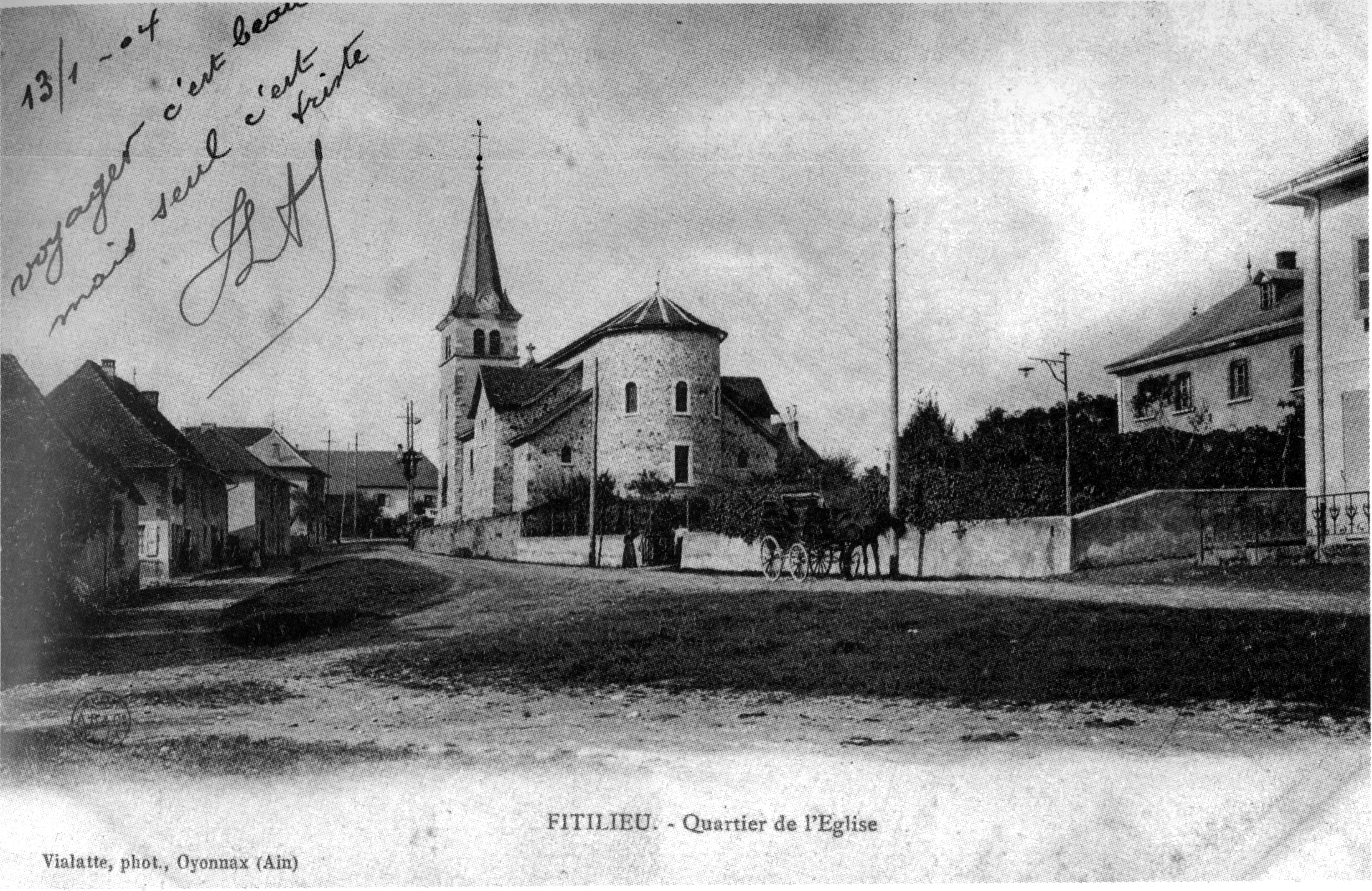
Kirche Saint-Pierre 1906